# Cäsarenwahnsinn

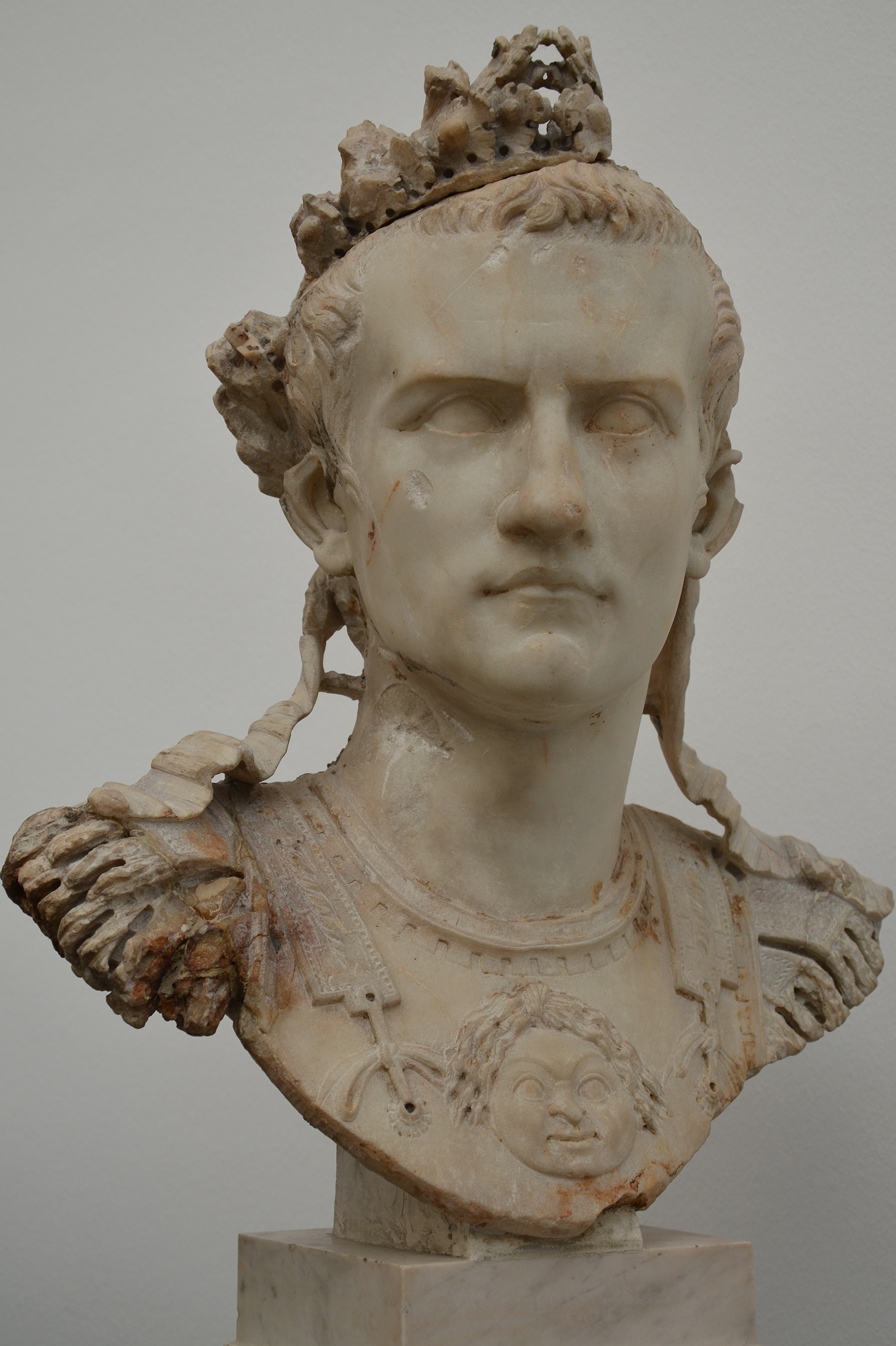
Der Begriff „Cäsarenwahnsinn“ bezog sich ursprünglich auf Kaiser Caligula

Cäsarenwahnsinn bezeichnet eine spezifische Form des Wahnsinns, der Hybris, des Größenwahns und der Paranoia, die insbesondere bei einigen römischen Kaisern aufgetreten sein soll. Der Ausdruck bezeichnet weniger eine Krankheit im medizinischen Sinne als vielmehr ein Bündel von Merkmalen eines zur Herrschaft ungeeigneten Monarchen. Mittlerweile wird der Ausdruck allgemein für krankhafte Übersteigerung des Machtanspruchs bei Diktatoren verwendet.

## Entstehung des Begriffs
Zum Schlagwort wurde der Begriff Cäsarenwahn durch Gustav Freytag, der in seinem Roman Die verlorene Handschrift (1864) den bei Tacitus gebrauchten Ausdruck furor principum („Fürstenwahnsinn“) aufgriff. Größere Bekanntheit erlangte der Begriff im Jahr 1875 durch eine Studie medizinhistorischer Prägung, Friedrich Wiedemeisters Der Cäsarenwahnsinn der julisch-claudischen Imperatorenfamilie. Der Begriff wurde zunächst nur auf die Herrschaft einiger Mitglieder des julisch-claudischen Kaiserhauses bezogen, später wurde er mit Hinblick auf alle (römischen) Monarchen verallgemeinert.
Weitere Verbreitung fand der Ausdruck Cäsarenwahnsinn dann durch die Schrift Caligula. Eine Studie über römischen Cäsarenwahnsinn des späteren Friedensnobelpreisträgers Ludwig Quidde (1894). Quidde benannte die wesentlichen Elemente wie folgt:
- Glaube an die eigene Göttlichkeit,
- Verschwendungssucht,
- „theatralischer Schein“,
- „Heißhunger nach militärischen Triumphen“ und
- eine Neigung zum Verfolgungswahn.

Quidde bezog seine Aussagen explizit auf Kaiser Caligula (37–41 n. Chr.). Er ging davon aus, dass manche Herrscher unter dem „Eindruck einer scheinbar unbegrenzten Macht“ glaubten, nicht mehr an Recht und Gesetz gebunden zu sein und, beeinflusst von der Schmeichelei ihrer Umgebung und der eigenen Propaganda, an die eigene Übermenschlichkeit oder gar Göttlichkeit zu glauben begonnen hätten. Von den meisten Lesern wurde Quiddes Untersuchung allerdings als kaum verhohlene Kritik an Kaiser Wilhelm II. interpretiert.
Nach dem Caligula endete Quiddes Karriere als Historiker abrupt. Zwar war ihm wegen der Studie selbst juristisch nichts nachzuweisen, aber im Fach wurde er für viele nationalistisch gesinnte Kollegen zur persona non grata. Kurz darauf wurde er aus anderem Anlass wegen Majestätsbeleidigung zu einer mehrmonatigen Haftstrafe verurteilt und daraufhin sozial geächtet. Der Caligula wurde im Kaiserreich unterdessen mit 31 Auflagen bis zum Jahr 1926 zum meistverkauften politischen Pamphlet.

## Historischer Hintergrund
Als typische Fälle von Cäsarenwahn gelten neben Caligula besonders Nero, Commodus und Elagabal. Auch Domitian und Caracalla werden in diesem Zusammenhang häufig genannt. Problematisch ist diese Etikettierung aus Sicht der heutigen Althistoriker deshalb, weil vielfach damit zu rechnen ist, dass das Bild, das die antike Überlieferung von diesen Herrschern zeichnet, zumindest teilweise vorsätzlich verzerrt und überzeichnet ist: Was in den Quellen als Wahnsinn erscheint, ist mitunter einfach der Tyrannentopik geschuldet. Manch ein Kaiser, der sich nicht an die komplizierten Regeln des Prinzipats halten wollte oder konnte und deswegen durch mangelnde Rücksichtnahme auf die Empfindlichkeiten der Senatoren deren Unmut erregte, wurde von Historikern wie Tacitus oder Cassius Dio gleichsam zur Strafe als Irrer dargestellt (vgl. Damnatio memoriae). Teilweise dürften entsprechende Einschätzungen auch entstanden sein, um die Tötung eines Herrschers als „Tyrannenmord“ rechtfertigen zu können.
Eine römische Vorbeugemaßnahme gegen Cäsarenwahn war die Anwesenheit eines Sklaven auf dem Wagen eines siegreichen Triumphators, der ihn an seine Sterblichkeit zu erinnern hatte. Dieser flüsterte ihm ins Ohr: Respice post te, hominem te esse memento (in etwa: Schau hinter dich, und erinnere dich daran, dass du ein Mensch bist).